# Пандъкли
Пандъкли, Пандъклия, Пандаклий или Ореховка (на украински: Оріхівка) е село в Болградски район, Одеска област, Украйна. Заема площ от 2,79 км2. Преобладаваща част от жителите са българи.

## География
Селото се намира в историческата област Буджак (Южна Бесарабия). Разположено е на 7,5 километра западно от Хасан Батър, на 11,5 километра североизточно от Кубей.

## История
През 70-те години на XVIII век на юг и югозапад от Пандъкли съществуват ногайски селища, чиито останки са индентифицирани в историографията като Чийечел и Кичинчу.
Днешното село Пандъкли е основано през 1830 година от преселници от българските земи на юг от Дунава, заселили се в Бесарабия след края на Руско-турската война от 1828-1829. Преселниците произхождат от с Фъндъклии (Пандъклии), днес Тенево, Ямболско.
През 1835 година в Пандаклия са регистрирани 127 семейства с 676 жители (353 мъже и 323 жени). Според данните от 1837 година в селото се отглеждат 83 коня, 498 глави едър рогат добитък, 2145 овце, 2 магарета и 21 свине. Има 3 вятърни мелници, една конна мелница и 13 тъкачни стана.
В началото на 60-те години на XIX век в Пандаклия функционира училище с 63 ученика. В 1877 година в училището се обучават 75 момчета и 4 момичета. През същата година в селото има 4 конни и 31 вятърни мелници.
В началото на ХХ век Пандаклия има 550 къщи (двора) и 3205 жители.
През 1918-1940 и 1941-1944 година Пандъклия е в границите на Румъния. Според преброяването от 1930 година общият брой на жителите е 4365 души, от които 4273 българи (97,89%), 31 руснаци (0,71%), 29 румънци (0,66%), 9 украинци и 1 гагаузин.
От края на юни 1940 до юни 1941 година селото е в състава на Съветския съюз. През февруари 1941 година е създаден първият колхоз - „Коминтерн“.
От 1944 до 1991 година Ореховка отново е част от СССР, а от 1991 година – от независима Украйна.

## Население
Населението на селото възлиза на 2426 души(2001 г.). Гъстотата е 869,53 души/км2.
Демографско развитие:
- 1852 – 1046 души;[10]
- 1870 – 1735 (882 мъже и 854 жени)[11]
- 1875 – 1837 (926 мъже и 911 жени)[11]
- 1877 – 2652 (1426 мъже и 1226 жени);[5]
- 1930 – 4365 души

### Езици
Численост и дял на населението по роден език, според преброяването на населението през 2001 г.:
| Роден език | Численост | Дял (в %) |
| Общо       | 2426      | 100.00    |
| Български  | 2280      | 93.98     |
| Украински  | 51        | 2.10      |
| Руски      | 44        | 1.81      |
| Молдовски  | 22        | 0.90      |
| Гагаузки   | 20        | 0.82      |
| Цигански   | 4         | 0.16      |
| Немски     | 1         | 0.04      |
| Други      | 4         | 0.16      |

## Родени в Пандъкли
- Александър Малинов (1867–1938), изтъкнат български политик, министър-председател на България